# Max Nacke
Max Nacke (* 26. April 1883 in Altenberg; † 8. August 1958 ebenda) war ein Mundartdichter und Sänger des Erzgebirges.

## Leben und Wirken

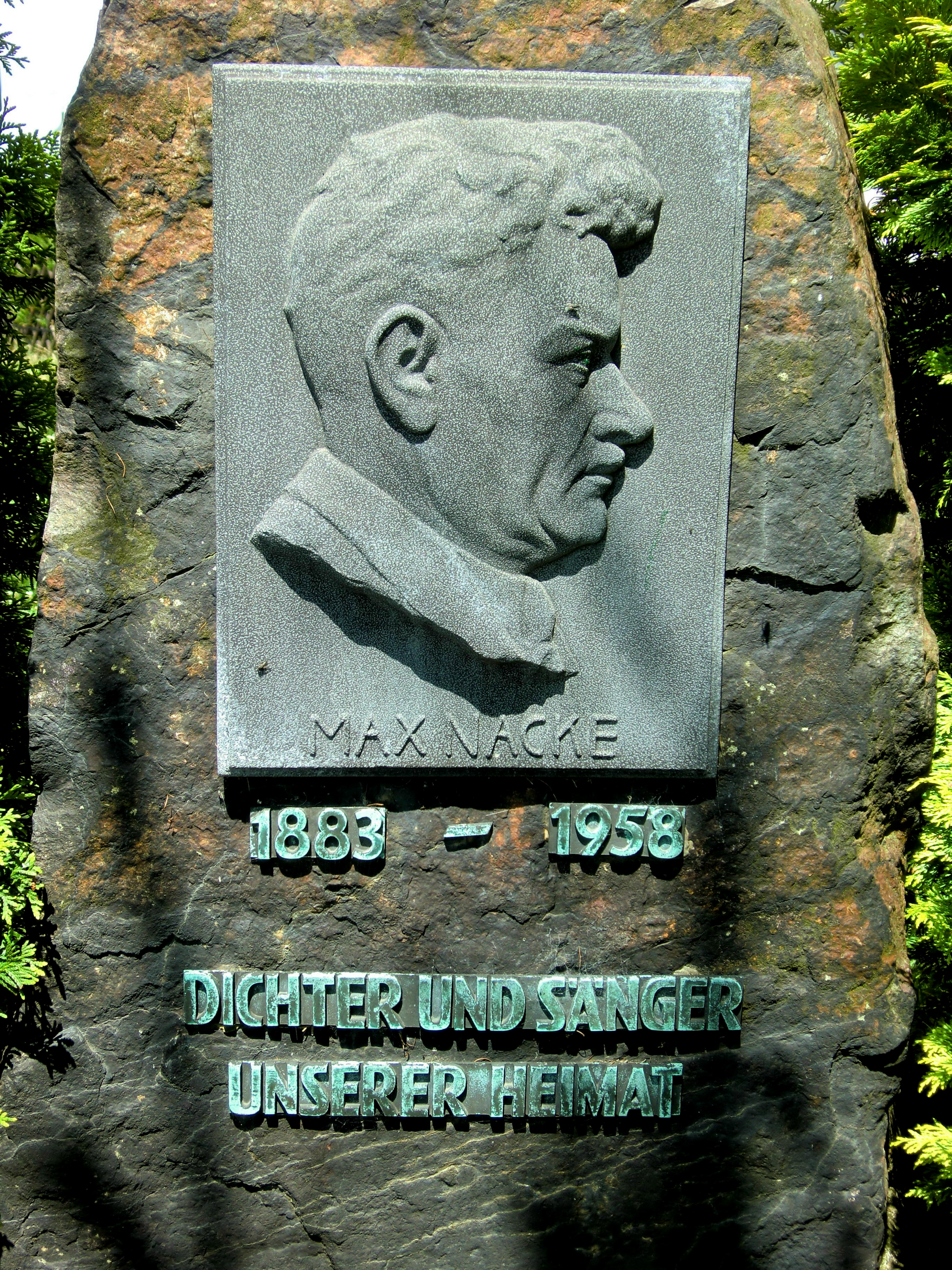
Gedenkstein in Altenberg

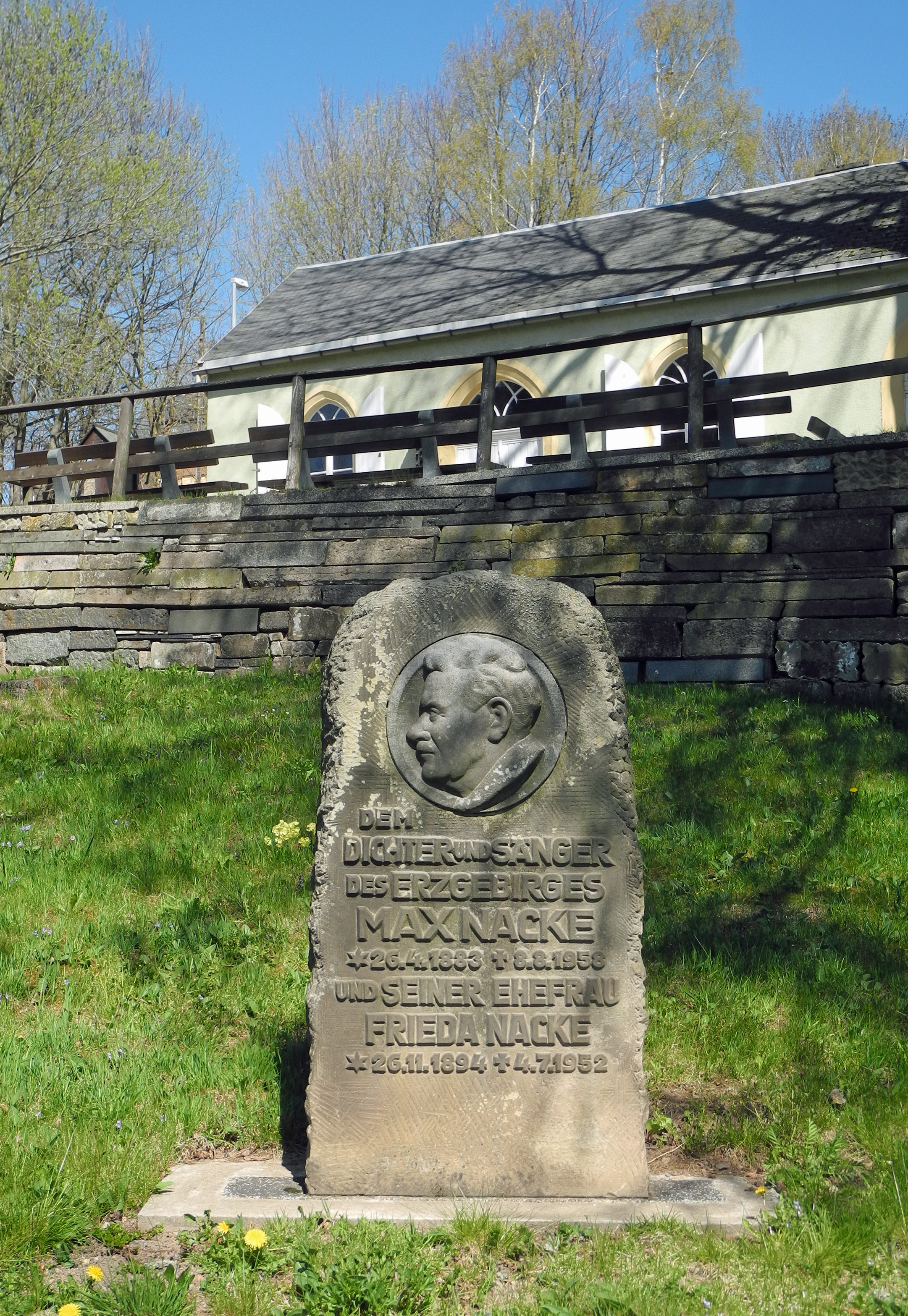
Grabstein in Altenberg

Nacke wurde als Sohn eines Bergmanns und einer Strohflechterin in vergleichsweise armen Verhältnissen als das Älteste von neun Geschwistern geboren. Nach dem Schulbesuch arbeitete er als Bauernjunge und Polierer in Altenberg und Reinhardtsgrimma, bevor er eine Anstellung als Bergmann im Altenberger Zinnbergbau fand. Später war er als Musikinstrumentenbauer bei der Firma Kalliope Musikwerke tätig, die sich 1910 von Leipzig aus in Dippoldiswalde ansiedelte. Nach dem Ersten Weltkrieg arbeitete Nacke erneut als Polierer und Tischler in Altenberg, wurde jedoch im Zuge der Inflation der frühen 1920er Jahre arbeitslos.
Nachdem er im Winter 1923/1924 in einer Schneehütte in Altenberg einen Getränkeausschank mit Unterhaltung betrieb, errichtete er 1924 in einem Waldgebiet südlich von Altenberg auf reichlich 800 Meter Höhe einen kleinen Getränkekiosk, den er in den folgenden Jahren schrittweise zu seinem eigenen Gasthaus, dem „Alten Raupennest“, erweiterte. 
Bereits 1925 gründete Nacke zusammen mit seinem jüngeren Bruder Willy Nacke (1893–1974) und Anton Krämer (1900–1993) das Nacke-Trio, später als Erzgebirgslieder-Trio Max Nacke bekannt, welches überregionale Bekanntheit durch Auftritte im Radio, Konzerte und Fernsehproduktionen erlangte. Bereits 19367 errang das Ensemble beim ersten Erzgebirgischen Streitsingen in Buchholz den 2. Preis. Nach der Zerstörung Altenbergs 1945 spendete Max Nacke eine größere Summe für den Wiederaufbau seiner Heimatstadt. 
Aus der Feder Max Nackes stammen etwa 40 Lieder, u. a.:
- De krit'schen Tog (1930)
- Herbistlied (1932)
- Dr alte Baam an dr Giebelwand (1932)
- 's Watter (1933)
- Glück auf (1935)
- 's Bimmelbahnel oder Ho iech en guten Freind im mich (1935)
- Stadt un Land (1937)
- De Holzfuhrleit
- De alte Pust

Sein bekanntestes Lied ist „s Bimmelbahnel“.
1907 heiratete er Bertha Richter aus Freital, 1919 in zweiter Ehe Frieda Gersdorf aus Freital.